# Національний стадіон імені Хуліо Мартінеса Праданоса
«Національний стадіон імені Хуліо Мартінеса Праданоса» (ісп. Estadio Nacional Julio Martínez Prádanos) — багатофункціональний національний стадіон в муніципалітеті Нюньоа, Сантьяго, Чилі, головна спортивна арена Чилі.

## Загальний опис
Стадіон побудований та відкритий 1938 року як «Естадіо Насіональ». При проектуванні арени за основу був взятий берлінський «Олімпіаштадіон», а вартість будівництва склала $ 18 млн. У 1960 році за правління уряду Хорхе Алессандрі стадіон був реконструйований та розширений у рамках підготовки до Чемпіонат світу з футболу 1962 року, матчі якого арена приймала. Тоді стадіон вміщував 95 000 глядачів. Після військового перевороту 1973 року в Чилі стадіон використовувався як ізолятор для опозиціонерів та противників нового режиму. 2008 року арені було присвоєно ім'я відомого чилійського спортивного журналіста та коментатора Хуліо Мартінеса Праданоса. У 2009 році президент Чилі Мішель Бачелет оголосила про капітальну реконструкцію Національного стадіону і наголосила на тому, що після здійснення будівельних робіт «Естадіо Насіональ Хуліо Мартінес Праданос» стане найсучаснішим стадіоном у Південній Америці. 2010 року «Національний стадіон імені Хуліо Мартінеса Праданоса» був офіційно відкритий після реконструкції, вартість якої склала $ 2 млрд, що робить Національну арену Чилі однією із найдорожчих у світі. Стадіон нині відповідає всім міжнародним нормам і є одним із найсучасніших та найфункціональніших у Південній Америці.
Арена входить до національного спортивного комплексу, який займає загальну площу 62 га та до складу якого ще входять тенісний корт, центр водних видів спорту, сучасний тренажерний зал, велодром та цілий ряд спортивних зал.
Стадіон є домашньою ареною для збірної Чилі з футболу та ФК «Універсідад де Чилі», а також місцем проведення різного роду спортивних змагань та політичних і культурних заходів. 
Арена приймала матчі в рамках Чемпіонату світу з футболу 1962 року, Чемпіонату світу з футболу серед молодіжних команд 1987 року, Чемпіонату світу з футболу серед юнацьких команд 2015 року, матчі, зокрема фінальні, Кубка Америки з футболу, фінали Південноамериканського кубка та Кубка Чилі з футболу. З 1995 року «Естадіо Насіональ Хуліо Мартінес Праданос» є традиційним місцем закриття щорічного чилійського «Телемарафону».
Стадіон є місцем проведення концертів, зокрема відомих музичних гуртів та виконавців, які виступають тут у рамках світових турів чи музичних фестивалів. Наприклад, Майкл Джексон дав тут концерт 23 жовтня 1993 під час його Dangerous World Tour.